# Tuyuka
I Tuyuka  sono un gruppo etnico del Brasile e della Colombia.

## Lingua
Parlano la lingua Tuyuka (codice ISO 639: TUE) che appartiene alla famiglia linguistica Tucano. Si fanno chiamare Dokapuara o Utapinõmakãphõná.

## Insediamenti
Vivono nello stato brasiliano dell'Amazonas e in Colombia. Sono stanziati in particolare sulla parte superiore del fiume Tiquié, tra le cascate di Carurú e il villaggio colombiano di Trinidad, tra i fiumi Onça, Cabari e Abiyú. Piccoli gruppi si trovano anche al confine tra Colombia e Brasile, sul fiume Papuri e sul suo affluente Inambú.

## Organizzazione sociale
Sono abili produttori di canoe e, in passato, erano specialisti nella realizzazione di amache tessute in fibra di buriti.